# Тетрастаннид палладия
Тетрастаннид палладия — бинарное интерметаллическое неорганическое соединение
палладия и олова
с формулой PdSn4,
кристаллы.

## Получение
- Сплавление стехиометрических количеств чистых веществ:

{\displaystyle {\mathsf {Pd+4Sn\ {\xrightarrow {295^{o}C}}\ PdSn_{4}}}}

## Физические свойства
Тетрастаннид палладия образует кристаллы 
ромбической сингонии,
пространственная группа A ba2,
параметры ячейки a = 0,6397 нм, b = 0,6426 нм, c = 1,1495 нм, Z = 4
.
Соединение образуется по перитектической реакции при температуре 295°C .